# Mistrzostwa Australii i Oceanii w Chodzie Sportowym 2013
Mistrzostwa Australii i Oceanii w Chodzie Sportowym 2013 – zawody lekkoatletyczne, które odbyły się 24 lutego w australijskim mieście Hobart. Zawody zaliczane były do cyklu IAAF Race Walking Challenge. Rozegrano chód na 20 kilometrów kobiet i mężczyzn.

## Rezultaty
| Konkurencja:           | Złoto          | Wynik   | Srebro          | Wynik   | Brąz           | Wynik   |
| Chód na 20 km mężczyzn | Jared Tallent  | 1:22:10 | Dane Bird-Smith | 1:22:27 | Luke Adams     | 1:23:48 |
| Chód na 20 km kobiet   | Tanya Holliday | 1:34:32 | Cheryl Webb     | 1:35:46 | Rachel Tallent | 1:36:50 |